# Peter Byford
Peter Rodney "Biff" Byford, (Honley, West Yorkshire, 5 de janeiro de 1951) é um cantor inglês conhecido como vocalista da banda britânica de heavy metal Saxon. Byford formou a banda Son of a Bitch com os guitarristas Graham Oliver e Paul Quinn, o baixista Steve Dawson e o baterista Pete Gill em 1976. Antes disso, Byford havia sido vocalista da banda Blue Condition desde 1970.
Em 1978, a banda Son of a Bitch mudou seu nome para Saxon e lançou um álbum com o mesmo nome em 1979. Saxon foi uma das bandas precursoras da NWOBHM (New Wave of British Heavy Metal). Coincidindo com a NWOBHM na virada da década, Saxon tinha oito álbuns e cinco singles no Top 40 do Reino Unido entre 1980 e 1986. Depois disso, a banda começou um declínio em popularidade, ocasionando numa eventual separação em 1995, com Oliver e Dawson formando uma nova banda com o mesmo nome. O Saxon de Byford continuou a carreira baseado na Alemanha, gravando novos álbuns e fazendo turnês no decorrer dos anos 90. Até atrair atenção mundial novamente em 2007, com o álbum The Inner Sanctum. Em abril do mesmo ano, Byford lançou uma autobiografia intitulada Never Surrender (Nunca Desista), mesmo nome de uma famosa música do Saxon. Desde 2003, ele tem trabalhado parte do tempo como administrador da Amadeus Orchestra. 
Em 18 de janeiro de 2010, o site Gigwise.com afirmou que Byford estaria lançando uma campanha para que os britânicos declarassem o heavy metal como religião no Censo do Reino Unido de 2011 (United Kingdom Census 2011), inspirado pelo Jedi Census Phenomenon (fenômeno do censo de Jedi), onde em 2001, este censo teria sugerido que o Jedaísmo seria a quarta maior religião no Reino Unido. 

## Discografia
com Saxon
com Air Pavilion
- Kaizoku (1989) – vocais em "She's Hot Stuff"

com Fastway
- Bad Bad Girls  (1990)

com Freedom Call
- Taragon (1999) – narração em  "Tears of Taragon (Story Version)"

com Destruction
- Inventor of Evil (2005) – vocais em "The Alliance of Hellhoundz"

com Helloween
- Gambling with the Devil (2007) – palavra falada em "Crack the Riddle"
- 7 Sinners (2010) – palavra falada em 'Who is Mr. Madman?'

com Doro
- Celebrate (The Night Of The Warlock) (2008) – vocais em "Celebrate" (faixa #2)